# Мацей Каменський
Маце́й Каме́нський (пол. Maciej Kamieński, в Російській імперії також відомий як Матвій Камінський, Каміньський; 13 жовтня 1734, Шопрон — 25 січня 1821, Варшава) — польський композитор словацького походження. Автор мелодії пісні «Гей, соколи».
Навчався у Шопроні та, ймовірно, у Відні, з 1765 р. жив і працював у Варшаві. Першим почав писати опери на польські слова та сюжети — перша ж його польська опера «Щастя в нещасті» (пол. Nędza uszczęśliwiona; 1778) мала величезний успіх. Після неї були написані в 1779 році. «Софія» (пол. Zośka, czyli wiejskie zaloty) і «Цнотлива простота» (пол. Prostota cnotliwa), а потім і ряд інших опер, а також полонези, меси, оферторії, кантата з нагоди відкриття монумента Яну III Собеському.